# Collegium Musicum (Yale University)
Collegium Musicum ist eine ursprünglich von Leo Schrade, heute von Gerald R. Hoekstra herausgegebene Editionsreihe mit musikalischen Werken des Yale University’s Department of Music. Die Reihe wurde von Leo Schrade 1955 begonnen. Seit 1969 wird sie von A-R Editions, Inc. veröffentlicht.

## Inhaltsübersicht

### First Series
ISSN 0588-3024; Leo Schrade, founding editor
- 1-1 Alessandro Scarlatti: Passio, D. N. Jesu Christi Secundum Johannem
- 1-2 Thirty Chansons for Three and Four Voices from Attaingnant’s Collections
- 1-3 Michael Haydn: Te Deum in C (1770)
- 1-4 The Wickhambrook Lute Manuscript
- 1-5 Missae Caput (Guillaume Dufay, Johannes Ockeghem, Jacob Obrecht)
- 1-6 Thirty-five Conductus for Two and Three Voices

### Second Series
ISSN 0147-0108; Gerald R. Hoekstra, general editor
- 2-1 Antonio Cesti: Four Chamber Duets
- 2-2 Carl Philipp Emanuel Bach: Harpsichord Concerto in D Major, W. 27
- 2-3 Johann Mattheson: Das Lied des Lammes
- 2-4 English Pastime Music, 1630–1660, An Anthology of Keyboard Pieces
- 2-5 Carl Heinrich Graun: Der Tod Jesu
- 2-6 Franz Joseph Habermann: Missa Sancti Wenceslai, Martyris
- 2-7 Christoph Schaffrath: Concerto in B-flat for Cembalo and Strings
- 2-8 Libro primo de la croce (Rome: Pasoti and Dorico, 1526) Canzoni, Frottole, and Capitoli
- 2-9 Felix Mendelssohn Bartholdy: O Haupt Voll Blut und Wunden
- 2-10 Biagio Marini: String Sonatas from Opus 1 and Opus 8
- 2-11 Festive Troped Masses from the Eleventh Century, Christmas and Easter in the Aquitaine
- 2-12 Antonio Sartorio: Giulio Cesare in Egitto
- 2-13 Samuel Capricornus: Geistliche Harmonien III
- 2-14 Jacopo Melani: Il potestà di Colognole
- 2-15 Atto Melani: Complete Cantatas
- 2-16 Francesco Cavalli: La Calisto
- 2-17 Richard Davy St. Matthew Passion
- 2-18 Motets by Emperor Ferdinand III and Other Musicians from the Habsburg Court, 1637–1657